# بلدة فنتون (ميشيغان)
فنتون (بالإنجليزية: Fenton Township, Michigan)‏ هي بلدة تقع في مقاطعة جينيسي (ميشيغان) بولاية ميشيغان في الولايات المتحدة. تأسست عام 1834، تبلغ مساحتها 71.3 (كم²)، وترتفع عن سطح البحر 265 م، بلغ عدد سكانها 15552 نسمة في عام 2010 حسب إحصاء مكتب تعداد الولايات المتحدة وتصل الكثافة السكانية فيها 209.7 نسمة/كم2.

## وصلات خارجية
- http://www.fentontownship.org/
- The US50 - Cities and Towns in Michigan State
- Michigan Cities and Towns, Facts, Map, Flag, Colleges, Government, and More